# طارق حامدی
طارق حامدی (۲۶ ژوئیهٔ ۱۹۹۸) کاراته‌کا اهل عربستان است.
وی در بازی‌های المپیک تابستانی ۲۰۲۰ در وزن ۷۵+ کیلوگرم مدال نقره کسب کرد. او به خاطر کسب این مدال نقره (که دومین مدال نقرهٔ المپیک در تاریخ ورزش عربستان بود)، جمعاً شش میلیون ریال سعودی معادل یک میلیون و ششصد هزار دلار پاداش دریافت کرد که پنج میلیون ریال آن از جانب وزارت ورزش دولت سعودی بود و یک میلیون ریال از جانب ولید بن طلال، میلیاردر سعودی.